# Little Caesars

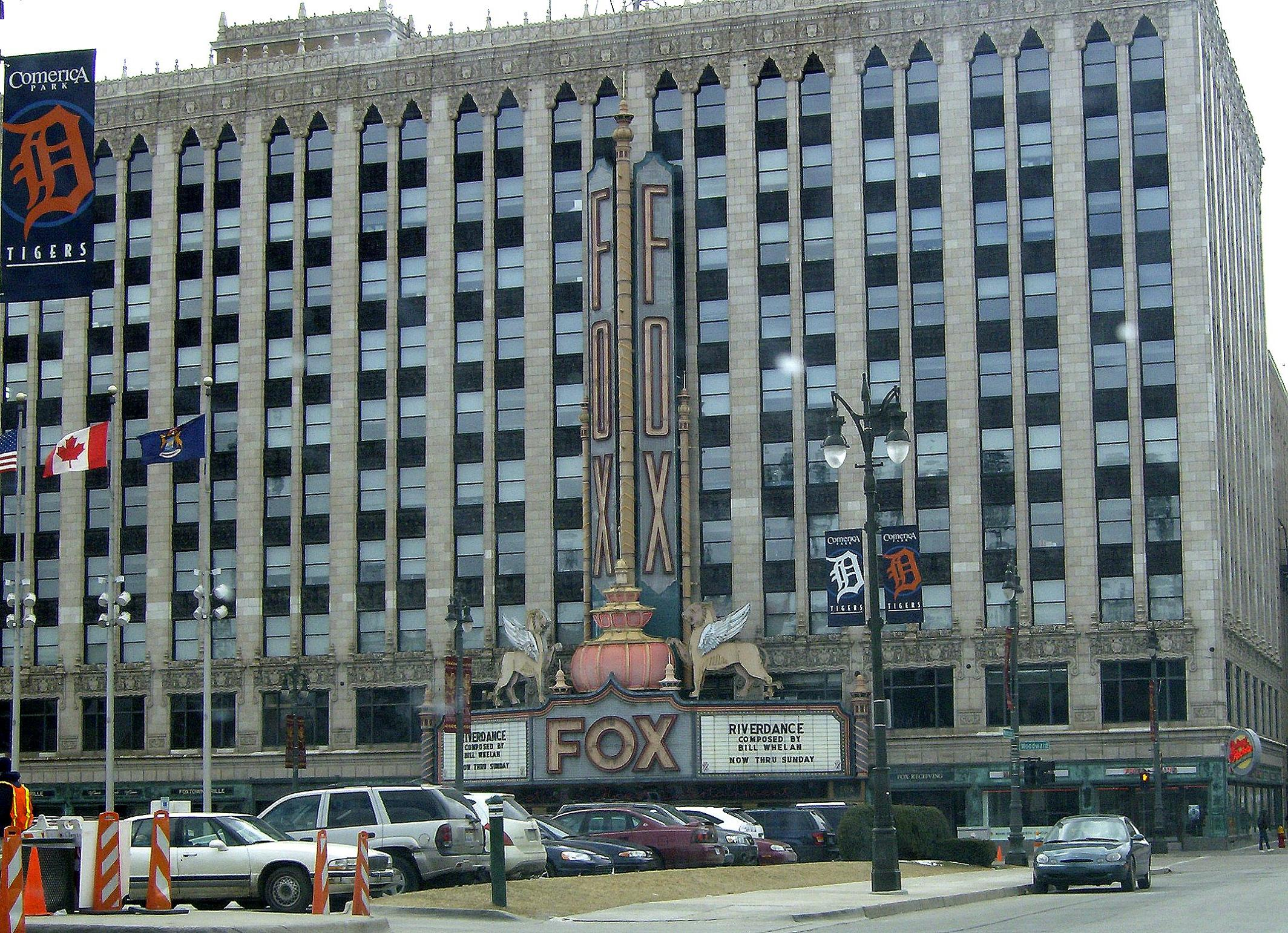
El Fox Theatre, la sede principal de Little Caesars

Little Caesar Enterprises Inc. (conocida simplemente como Little Caesars) es una cadena de pizzerías de origen estadounidense, la tercera cadena más grande de su país por ventas totales, después de Pizza Hut y Domino's Pizza. Opera y franquicia restaurantes de pizza en Estados Unidos e internacionalmente en Asia, Europa, Medio Oriente, Australia, Canadá, América Latina y el Caribe. Fue fundada por Mike Ilitch y Marian Ilitch en 1959 y tiene su sede en el edificio Fox Theatre de la ciudad de Detroit, Míchigan. Little Caesar Enterprises, Inc. opera como una subsidiaria de Ilitch Holdings, Inc.

## Historia
Little Caesars Pizza fue fundada el 8 de mayo de 1959 por el torpedero del equipo de campo de Detroit Tigers Mike Ilitch y su esposa Marian Ilitch. La primera ubicación fue en un centro comercial en Garden City, Michigan, un suburbio de Detroit. Marian consideraba a Mike su "pequeño César", en referencia al título caesar que los emperadores romanos utilizaban. Mike finalmente cedió, y la tienda abrió como "Little Caesar's Pizza Treat". La tienda original cerró en octubre de 2018.
La compañía es famosa por su eslogan publicitario, "Pizza! Pizza!" que se introdujo en 1979. La frase se refiere a dos pizzas que se ofrecen por el precio comparable de una sola pizza de la competencia. Originalmente, las pizzas se sirven en un solo paquete largo (una porción de cartón corrugado en proporciones de 2 por 1, con dos pizzas cuadradas colocadas al lado de la otra, luego se deslizaba en una manga de papel ajustado que se doblaba y engrapaba). Además de la pizza, servían hotdogs, pollo, camarones y pescado. Desde entonces, Little Caesars ha descartado el envase difícil de manejar a favor de las cajas de pizza típicas.
En 1998, Little Caesars llenó el pedido de 13.386 pizzas de la Corporación VF de Greensboro, Carolina del Norte.
A partir de 1997, la cadena comenzó a ofrecer "Hot-N-Ready", una gran pizza de pepperoni por $ 5 (depende del país). El concepto fue lo suficientemente exitoso como para convertirse en un accesorio permanente de la cadena, y el modelo de negocios de Little Caesars se ha desplazado para centrar más en llevar a cabo.
Little Caesars fue uno de los primeros en utilizar un nuevo tipo de horno transportador de cocción rápida, el "Horno Rotatorio de Impacto de Aire".
El 10 de diciembre de 2014, Little Caesars anunció sus planes de construir un nuevo Centro de Recursos Globales de ocho pisos y 205,000 pies cuadrados en Woodward Avenue y Columbia Street, en el centro de Detroit. La nueva instalación duplicó el tamaño del Campus de la Sede Mundial de Little Caesars, ahora ubicado en el edificio Fox Office Center, que alberga el Fox Theatre y 186,000 pies cuadrados de oficinas para Little Caesars y otras empresas afiliadas a Ilitch. Los planes incluyen una renovación completa del espacio de 186,000 pies cuadrados de Fox Office en un espacio de trabajo moderno, flexible, abierto y colaborativo. Un puente peatonal sobre Columbia Street conectará a Fox con el nuevo Centro de Recursos Global Little Caesars, y un espacio de trabajo para 600 empleos adicionales que se llevarán a cabo en Detroit a lo largo del tiempo. El 31 de enero de 2016, se anunció que el nuevo Centro de Recursos Globales de Little Caesars Pizza, tendría un piso más. El edificio estaba programado para completarse en 2018, pero en octubre de ese año se retrasó debido a retrasos en la construcción.

## Productos

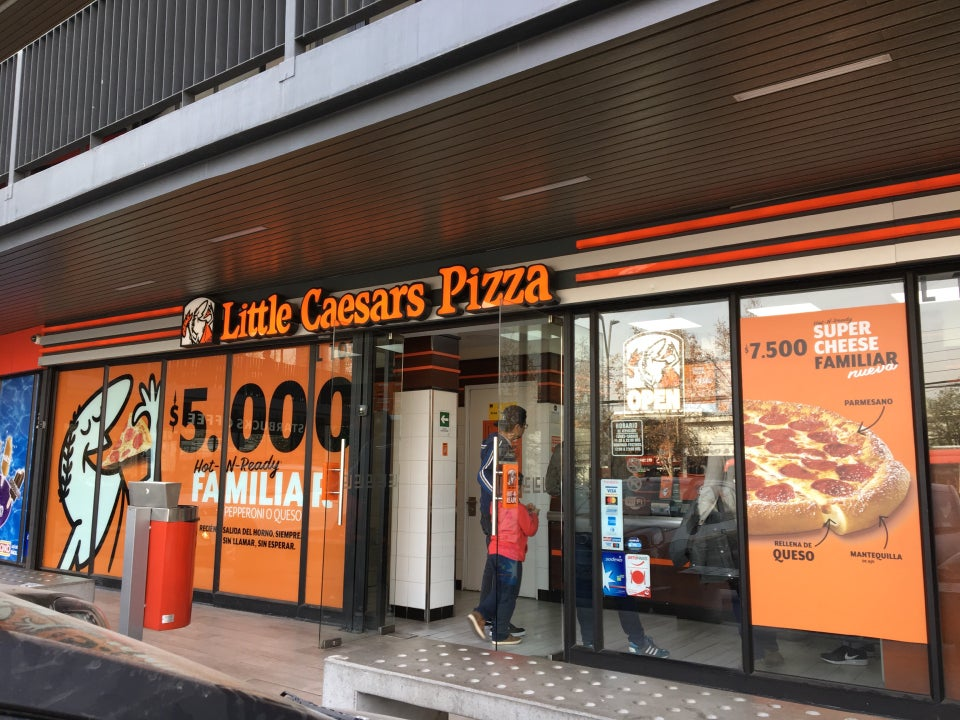
Local de Little Caesars Pizza en la comuna de Providencia, Santiago de Chile

Little Caesars se especializa en una variedad de pizzas. Varios elementos del menú central son parte del menú HOT-N-READY, diseñado para hacer que los productos estén disponibles para llevarlos inmediatamente, sin esperar y a precios más bajos que las cadenas de la competencia, mientras que otros se hacen por encargo y personalizados usando una variedad de ingredientes y esperando un tiempo determinado, que varían según el restaurante. Las opciones estándar de pizza incluyen sus clásicos de queso y pepperoni, pizza de salchicha italiana, pizza hawaiana, pizza de tres carnes, pizza suprema y pizza vegetariana. En 2013, agregaron la DEEP!DEEP! Dish Pizza, una pizza estilo masa gruesa o Detroit , para el menú, que se puede pedir como una pizza de tamaño completo con 8 pedazos, o a partir de 2014, en una porción más pequeña con 4 pedazos, un producto Pepsi o Coca Cola (dependiendo del país) como parte de su almuerzo combinado. 
Las opciones adicionales incluyen pan en palitos llamado por ellos Crazy Bread pan de ajo, Wings o Alas de Pollo, Pepperoni e Italian Cheese Bread. Algunas ubicaciones ofrecen ensaladas.
En ocasiones, Little Caesars lanza ofertas por tiempo limitado. En 2014, presentaron la pizza Soft Pretzel Crust, que se trajo de vuelta por segunda vez en 2015 debido a la gran demanda. Little Caesars fue la primera entre las cadenas de pizzas en su categoría en introducir una pizza envuelta en tocino cuando lanzaron la pizza Bacon Wrapped Crust, también en 2015, que presentó su pizza de masa gruesa (DEEP!DEEP! Dish) envuelta en 3.5 pies de tocino.
A partir del 2017 se lanzó una nueva pizza llamada Super Cheese, esta tiene un borde de queso mozzarella. En esta pizza el borde esta cubierto con Mantequilla de Ajo y Trozos de Queso Parmesano, está disponible en las ubicaciones de Little Caesars en Panamá, México, Honduras, El Salvador y Chile, solamente con el ingrediente de Pepperoni.

## Franquiciado

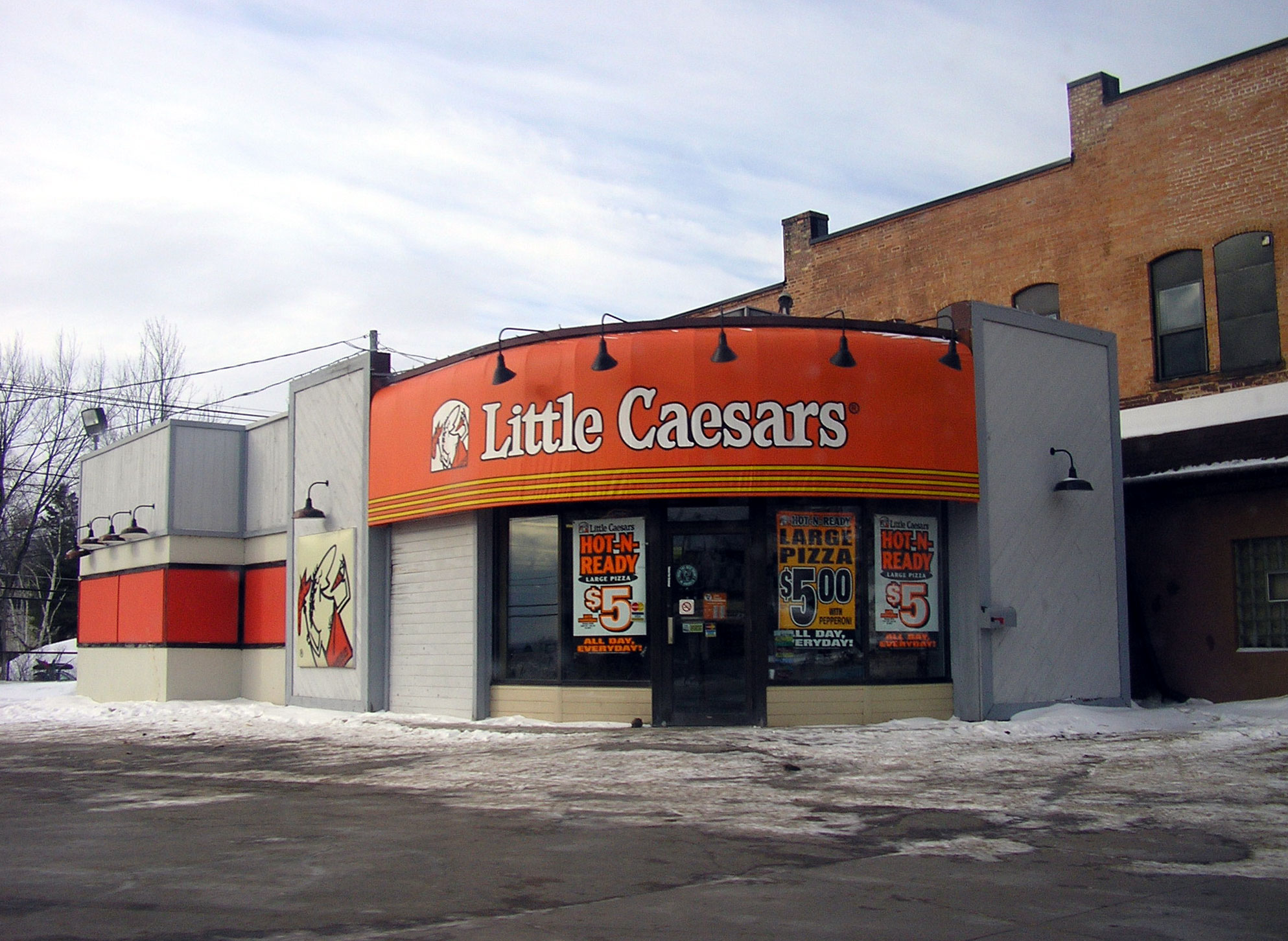
Franquicia en Marquette, Michigan.

Little Caesars inauguró su primera franquicia en 1962, y, en 1987, ya tenía restaurantes en los 50 estados de Estados Unidos.
Durante la década de 1990 y principios de 2000, tiendas Little Caesars se encontraron comúnmente en las tiendas Kmart en Estados Unidos, más específicamente en Big Kmarts y Super Kmarts. El primer Kmart y el primer Little Caesars juntos fueron construidos en Garden City, Michigan. Después de los problemas de bancarrota de Kmart, algunos de los actuales Kmarts han reemplazado a los Little Caesars con su propia marca. Sin embargo, varios Little Caesars permanecen. Little Caesars Pizza también se incluyó en muchos locales remodelados de Kmart o tiendas de marca como Sears Grand o Sears Essentials.
Entre 2008 y 2015, Little Caesars es la cadena de pizzerías de crecimiento más rápido en los Estados Unidos. Para 2017, poseía 5463 sucursales en todo el mundo.

### Crecimiento internacional
En 1987, la compañía estaba operando en todo el norte de los Estados Unidos. En 1989 compró la cadena Mother's Pizza. 
En 2014 la marca llega a Costa Rica, abriendo su primer restaurante en el Mall Paseo de Las Flores, en Heredia. Posteriormente abrió un local en San Francisco de Heredia y otro en Escazú, San José, sin embargo, en 2016 la marca dejó el país, siendo sustituidos sus locales por una nueva marca (Ready Pizza). En 2019 Little Caesars regresa al país, abriendo un local en San Pedro, San José, posteriormente abrió un local en Catedral, San José y en La Agonía, Alajuela.
A partir de 2017, la compañía está presente en Canadá (algunas ciudades canadienses tenían ubicaciones desde 1969), Puerto Rico, las Islas Vírgenes de los Estados Unidos, Guam, Honduras, Colombia, República Dominicana, Panamá, Turquía, Jordania, Egipto, Guatemala, México, Kuwait, Arabia Saudita, El Salvador, Nicaragua, Jamaica, Baréin, Trinidad y Tobago, Perú, Chile, España, Reino Unido y la India.
La marca también estuvo en las Filipinas desde los años 1990, cerrando durante la década del 2000. Reingresaron al mercado el 25 de enero de 2019, con un lanzamiento bajo un nuevo franquiciado en  Ermita, Manila. Estuvieron en el mercado de Australia entre 2014 y 2019.

## Corporativo
Ilitch Holdings, Inc. es la empresa matriz de Little Caesars, proporciona servicios profesionales y técnicos a las compañías propiedad de Marian Ilitch. Estos incluyen Detroit Red Wings de la Liga Nacional de Hockey (NHL) cuyo estadio desde 2017 recibe el nombre de Little Caesars Arena), Detroit Tigers de Major League Baseball (MLB), Blue Line Foodservice Distribution, Little Caesars Pizza Kits, Champion Foods, Olympia Entretenimiento, Olympia Development, Uptown Entertainment y Hockeytown Cafe (también el sitio de City Theatre) y el Fox Theatre en el centro de Detroit.

### Marca registrada
Mientras que Little Caesars posee la marca "Pizza! Pizza!" registrada en Estados Unidos, la cadena de restaurantes canadiense Pizza Pizza, fundada en la víspera de Año Nuevo en 1967, en Toronto (doce años antes de que Little Caesars comenzara a utilizar su versión de marca registrada en los Estados Unidos) posee la marca canadiense. Como resultado, Little Caesars no puede usar su eslogan conocido en Canadá, debido a un reclamo de derechos de autor por parte de JAD Productions Corporation. En cambio, la compañía ha usado "Two Pizzas!" junto con "Delivery! Delivery!", "Quality! Quality!" u otras líneas de etiqueta de doble palabra en su publicidad y empaque en Canadá. Han usado "Hot 'N Ready!" en sus comerciales de televisión para sus pizzas "Hot 'N Ready".